# Ouedèmè
Ouèdèmè est un arrondissement du département des Collines au Bénin

## Géographie
Ouèdèmè est une division administrative sous la juridiction de la commune Glazoué,.

## Démographie
Selon le recensement de la population effectué par l'Institut National de la Statistique Bénin en 2013, Ouèdèmè compte 9 687 habitants pour une population masculine de 4 699 contre 4 988 femmes pour un ménage de 1842.